# Pan Geng
Pan Geng (kitajsko 盤庚), z osebnim imenom Dzi Šun, je bil kralj Kitajske iz dinastije Šang. Najbolj znan je po tem, da je prestolnico dinastije Šang preselil v Jin. 

## Zapisi
V Zapisih velikega zgodovinarja ga Sima Čjan navaja kot devetega kralja dinastije Šang, ki je nasledil svojega starejšega brata Jang Džija. Zapisi na orakeljskih kosteh, izkopanih v Jinšuju, ga omenjajo kot osemnajstega kralja dinastije Šang. Po Zapisih velikega zgodovinarja in Bambusnih letopisih je vladal približno 28 let. 
Bambusni letopisi nudijo kratek povzetek najpomembnejših znanih dogodkov njegove vladavine. Ustoličen je bil v letu bingjin  (丙寅) v Janu (奄) kot glavnem mestu. V sedmem letu njegovega vladanje je v Jan prišel njegov  vazal  Jing (应侯), da bi se mu poklonil. V štirinajstem letu vladanja je svojo prestolnico preselil v Bejmeng (北蒙) in ga preimenoval v Jin (殷). V petnajstem letu vladanja je v novi prestolnici pregledal svojo vojsko in v devetnajstem letu svojega vladanja svojega ministra Fena (邠侯) dodelil Jajuju (亚圉).
V Zapisih velikega zgodovinarja je drugačen opis selitve prestolnice. Zapisi navajajo, da je Pan Geng prestolnico preselil iz lokacije severno od Rumene reke v Bo (亳),  prestolnico ustanovitelja dinastije Čeng Tanga na južni strani reke. Zapisi navajajo tudi to, da so bili ljudje, utrujeni od selitev, s selitvijo  sprva nezadovoljni, potem pa so zaradi uspešnega vladanja in razcveta postali zadovoljni.
Po smrti je dobil posmrtno ime Pan Geng. Nasledil ga je njegov mlajši brat Šjao Šin.
V Knjigi dokumentov je poglavje z naslovom Pan Geng, za katerega velja, da je govor tega kralja. Ker je jezik v tem poglavju zelo drugačen od jezika v Pan Gengovem času, je bilo poglavje napisano verjetno kasneje.

## Zgodovinska omemba
Vang Anši je v svojem odgovoru na obtožujoče pismo Sima Guanga navedel primer Pan Gengove neustrašne vztrajnosti pri izpolnjevanju svojega cilja (selitev prestolnice) kljub nasprotovanju tako vladnih uradnikov kot podložnikov.